# Albert Gerling

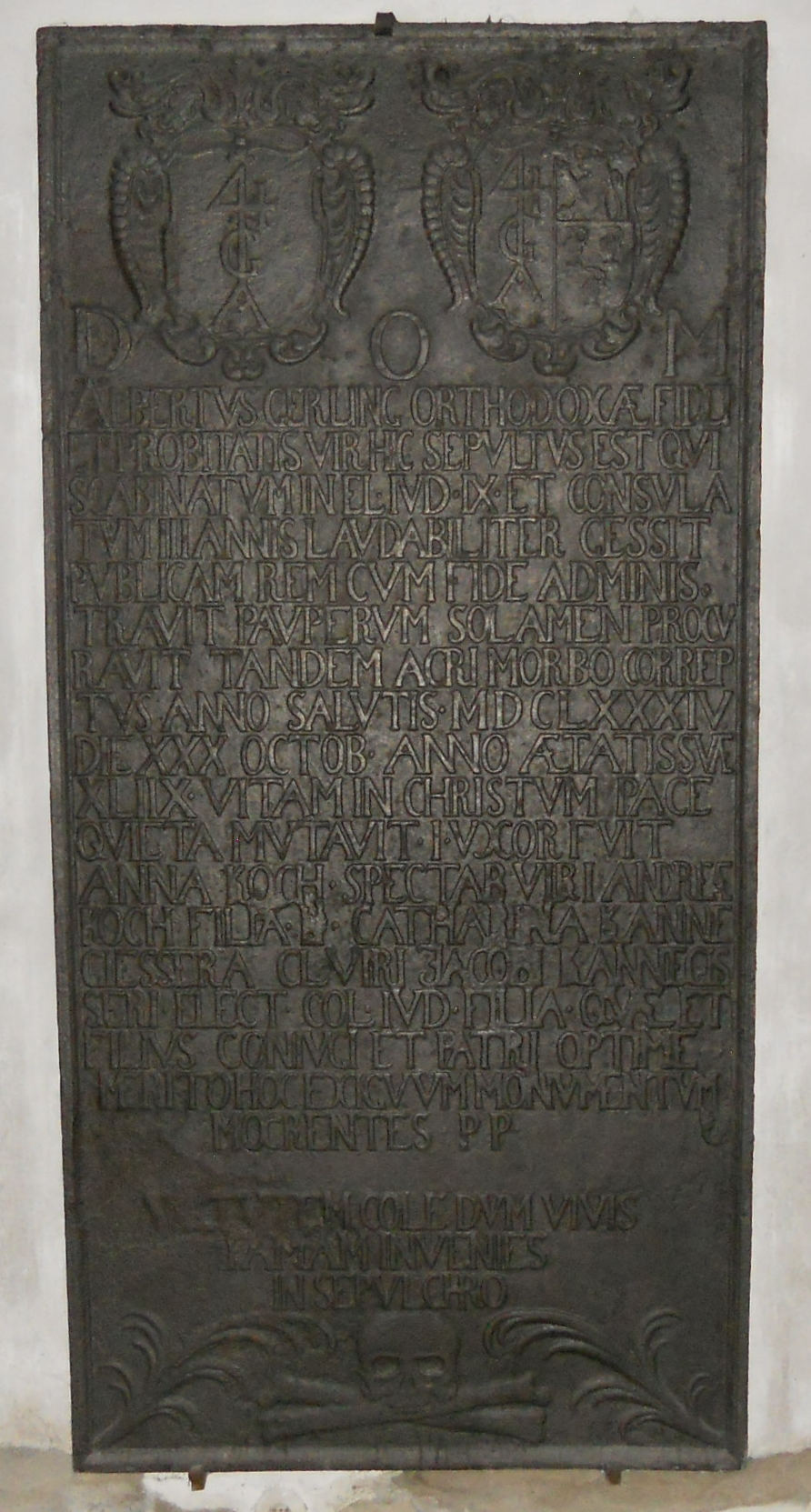
Grabplatte in der Propsteikirche

Albert Gerling (* 1636; † 30. Oktober 1684) war Bürgermeister in Brilon.
Er wurde 1682 in das Amt gewählt und 1683 und 1684 wiedergewählt.  Gerling war ein erfolgreicher und wohlhabender Kaufmann in Brilon. Als Provisor ecclesiae verwaltete er das Vermögen der kirchlichen Gemeinde. In einer Hexenprozessakte wird berichtet, Gerling habe ohne Vorwissen des Richters, zwei der Zauberei und Hexerei angeklagte Frauen abscheulich im Siechenhaus foltern lassen. Das Siechenhaus diente zu der Zeit als Isolierstätte.  Verheiratet war er mit Anna Koch. Im Turm der Propsteikirche ist seine große gusseiserne Grabplatte ausgestellt.